# Once Upon a Studio
Once Upon a Studio is een korte live-action animatiefilm uit 2023, geregisseerd door Dan Abraham en Trent Correy. De film werd geproduceerd door de Walt Disney Animation Studios en ging in première op 16 oktober 2023, op de honderdste verjaardag van The Walt Disney Company.
In de korte film komen Disney-personages  na sluitingstijd tot leven uit foto's aan de muren van de Roy E. Disney Animation Building. De korte film bestaat uit computeranimatie, traditionele animatie en live-action, en bevat personages uit bijna alle werken van de studio die tot dan toe zijn gemaakt, inclusief alle tweeënzestig speelfilms, talloze korte films en bepaalde films die zijn gemaakt in samenwerking met de studio zoals Mary Poppins. De film is opgedragen aan Burny Mattinson, die in de korte film verscheen maar acht maanden vóór de release overleed.

## Verhaal
Een all-star ensemble van geliefde Disney animatiepersonages komt samen in "Once Upon a Studio" voor een vrolijke, entertainende en emotionele reünie waarbij ze zich verzamelen voor een spectaculaire groepsfoto om Disney's 100e verjaardag te vieren.

## Stemverdeling

### Originele stemmen
| Acteur                 | Personage                    |
| ---------------------- | ---------------------------- |
| Scott Adsit            | Baymax                       |
| Tony Anselmo           | Donald Duck                  |
| Jason Bateman          | Nick Wilde                   |
| Kristen Bell           | Anna                         |
| Jodi Benson            | Ariël                        |
| Robby Benson           | Beast                        |
| Ravi Cabot-Conyers     | Antonio Madrigal             |
| Griffen Campbell       | Pinocchio                    |
| Auli'i Cravalho        | Moana                        |
| Jim Cummings           | Baloo                        |
| Jim Cummings           | Winnie the Pooh              |
| Ariana DeBose          | Asha                         |
| Chris Diamantopoulos   | Mickey Mouse                 |
| Richard Epcar          | Little John                  |
| Bill Farmer            | Goofy                        |
| Bill Farmer            | Pluto                        |
| Keith Ferguson         | Prince Charming              |
| Josh Gad               | Olaf                         |
| Ginnifer Goodwin       | Judy Hopps                   |
| Jonathan Groff         | Kristoff                     |
| Jennifer Hale          | Cinderella                   |
| Jess Harnell           | Scuttle                      |
| Tom Hulce              | Quasimodo                    |
| Jeremy Irons           | Scar                         |
| Dwayne Johnson         | Maui                         |
| Bob Joles              | Cogsworth                    |
| Judy Kuhn              | Pocahontas                   |
| Nathan Lane            | Timon                        |
| Luke Lowe              | Flounder                     |
| Burny Mattison         | Zichzelf (live-action)       |
| Idina Menzel           | Elsa                         |
| Jim Meskimen           | Eeyore                       |
| Jim Meskimen           | Merlin                       |
| Piotr Michael          | Iago                         |
| Mandy Moore            | Rapunzel                     |
| Paige O'Hara           | Belle                        |
| Raymond S. Persi       | Flash                        |
| Ian R'Mante            | Thumper                      |
| John C. Reilly         | Wreck-It Ralph               |
| Phoenix Reisser        | Mowgli                       |
| Kaitlyn Robrock        | Minnie Mouse                 |
| Anika Noni Rose        | Tiana                        |
| Lea Salonga            | Mulan                        |
| Lee Slobotkin          | Peter Pan                    |
| Natalie Babbitt Taylor | Snow White                   |
| Josh Robert Thompson   | Grumpy                       |
| Kelly Marie Tran       | Raya                         |
| Alan Tudyk             | Mad Hatter                   |
| Scott Weinger          | Aladdin                      |
| Richard White          | Gaston                       |
| Harland Williams       | Carl                         |
| Renika Williams        | College Intern (live-action) |
| Daniel Wolfe           | Robin Hood                   |
| James Woods            | Hades                        |

#### Archiefstemmen
De volgende acteurs verschijnen in de korte film via archief materiaal of niet-gebruikte opnames van de verschillende Walt Disney Animation Studios films.

| Acteur               | Personage       |
| -------------------- | --------------- |
| Stan Alexander       | Flower          |
| Stephen J. Anderson  | Bowler Hat Guy  |
| Awkwafina            | Sisu            |
| Bill Baucom          | Trusty          |
| Peter Behn           | Thumper         |
| Eric Blore           | Mr. Toad        |
| Pat Carroll          | Ursula          |
| Bobby Driscoll       | Peter Pan       |
| Cliff Edwards        | Jiminy Cricket  |
| Verna Felton         | Flora           |
| Santino Fontana      | Hans            |
| Joseph Gordon-Levitt | Jim Hawkins     |
| Robert Guillaume     | Rafiki          |
| Sterling Holloway    | Cheshire Cat    |
| Sterling Holloway    | Kaa             |
| Sterling Holloway    | Winnie the Pooh |
| Billy Joel           | Dodger          |
| Charles Judels       | Stromboli       |
| Barbara Luddy        | Merryweather    |
| James MacDonald      | Jac and Gus     |
| Clarence Nash        | Donald Duck     |
| Bob Newhart          | Bernard         |
| Chris Sanders        | Stitch          |
| Sarah Silverman      | Vanellope       |
| David Spade          | Kuzco           |
| Mark Walton          | Rhino           |
| Frank Welker         | Abu             |
| Frank Welker         | Joanna          |
| Robin Williams       | Genie           |
| Michael-Leon Wooley  | Louis           |
| Alan Young           | Scrooge McDuck  |

### Nederlandse stemmen
| Acteur                  | Personage         |
| ----------------------- | ----------------- |
| Kevin Allison           | Nick Wilde        |
| Jip Bartels             | Aladdin           |
| Tineke Blok             | Vaiana            |
| Carlo Boszhard          | Olaf              |
| Carlo Boszhard          | Rhino             |
| Benja Bruijning         | Kristoff          |
| Huub Dikstaal           | Goofy             |
| Huub Dikstaal           | Gekke Hoedenmaker |
| Huub Dikstaal           | Carl              |
| Paul Disbergen          | Grumpie           |
| Roeland Fernhout        | Kuzco             |
| Barnier Geerling        | Baymax            |
| Aïcha Gill              | Asha              |
| Aïcha Gill              | College stagiair  |
| Roberto de Groot        | Maui              |
| Freddy Gumbs            | Rafiki            |
| Kevin Hassing           | De Prins          |
| Maria Hengst            | Sneeuwwitje       |
| Noortje Herlaar         | Anna              |
| Laurenz Hoorelbeke      | Timon             |
| Marcel Jonker           | Baloe             |
| Marcel Jonker           | Kleine Jan        |
| Marcel Jonker           | Scar              |
| Marcel Jonker           | Louis             |
| Thomas Koekkoek         | Antonio Madrigal  |
| Juul Kolacny            | Botje             |
| Leonoor Koster          | Judy Hopps        |
| Joke de Kruijf          | Belle             |
| Joke de Kruijf          | Assepoester       |
| Raymond Kurvers         | Quasimodo         |
| Maria Lindes            | Flora             |
| Rob van de Meeberg      | Burny Mattison    |
| Rob van de Meeberg      | Merlijn           |
| Rob van de Meeberg      | Dagobert Duck     |
| Kim-Lian van der Meij   | Rapunzel          |
| Hilde de Mildt          | Mooiweertje       |
| Bente Mulan Nanayakkara | Pocahontas        |
| Maikel Nieuwenhuis      | Beest             |
| Maikel Nieuwenhuis      | Peter Pan         |
| Mark Omvlee             | Mickey Mouse      |
| Finn Poncin             | Pendule           |
| Finn Poncin             | Snuffel           |
| Edward Reekers          | Meneer Pad        |
| Wesley de Ridder        | Flash             |
| Florus van Rooijen      | Iago              |
| Florus van Rooijen      | Robin Hood        |
| Job Schuring            | Winnie de Poeh    |
| Mees Sidler             | Pinokkio          |
| Bert Silvester          | Japie Krekel      |
| Juliann Ubbergen        | Geest             |
| Willemijn Verkaik       | Elsa              |
| Laura Vlasblom          | Ariël             |
| Linda Wagenmakers       | Tiana             |
| Linda Wagenmakers       | Mulan             |
| Milan van Weelden       | Wreck-It Ralph    |
| Milan van Weelden       | Gaston            |
| Melise de Winter        | Minnie Mouse      |
| Kim van Zeben           | Donald Duck       |
| Simon Zwiers            | Stromboli         |

De Nederlandse nasynchronisatie is geregisseerd door Hilde de Mildt, vertaald door Hanneke van Bogget en de vertaling van de zang door Jan Derk Beck. De andere overige Nederlandse stemmen zijn ingesproken door: Ryan van Breukelen, Dunyah Diallo, Nicoline Pouwer-van Doorn, Zeger Lely, Karina Mertens en Mees Sidler.

### Vlaamse stemmen
- Dieter Troubleyn : Nick Wilde

- Luk Wyns of Lucas Van den Eynde : Mickey Mouse
- Peter Van Gucht : Donald Duck
- Henk Rijckaert : Goofy
- David Verbeeck : Timon
- Karina Mertens : Mulan
- Dimitri Leue : Kuzco
- Bob van der Houven : Stitch
- Chris Van den Durpel : Japie Krekel
- Dirk Bosschaert : Knorrige

## Personages
In de korte film verschijnen 543 verschillende personages. Voornamelijk uit de 62 bioscoopfilms van Walt Disney Animation Studios, van Snow White and the Seven Dwarfs tot Wish. Daarnaast verschijnen er ook enkele personages uit de Mickey Mouse animatiefilms, namelijk: Mickey Mouse, Minnie Mouse, Donald Duck, Goofy, Pluto, Katrien Duck, Knabbel en Babbel, Boris Boef, Dagobert Duck, Kwik, Kwek en Kwak, Klarabella Koe, Karel Paardepoot, Klaartje Kip, Ludwig Von Drake, Joe Carioca, Panchito, Figaro, Humphrey de Beer, Ranger J. Audubon Woodlore en Oswald the Lucky Rabbit.
Andere niet-sprekende personages in de korte film zijn onder andere: Tinker Bell, Bambi, Bolt, Elliot uit Pete's Dragon, Lanny & Wayne uit Prep & Landing, Mrs. Potts, de penguins uit Mary Poppins, Tarzan, Jane, Tantor & Turk uit Tarzan, Pumbaa, Prince John, Sheriff of Nottingham & Alan-A-Dale uit Robin Hood, de Aristokatten, Milo J. Thatch & Kida uit Atlantis: The Lost Empire, Chicken Little, de zeven dwergen uit Sneeuwwitje, Cyril Proudbottom, de hoofdloze ruiter & Ichabod uit The Adventures of Ichabod and Mr. Toad, de vrienden van Winnie de Poeh, Pascal, Flynn Rider, Maximus & Mother Gothel uit Rapunzel, Cri-Kee uit Mulan, Pua uit Moana, Meeko & Flit uit Pocahontas, de 101 dalmatiërs, Yen Sid, Chernabog, Hyacinth Hippo & Ben Ali Gator uit Fantasia, Splat & de Clades uit Strange World, Max uit The Little Mermaid, Dombo & Timmie de Muis, Art & Dot uit Us Again, Pacha, Kronk & Yzma uit The Emperor's New Groove, Mr. Big & Gazelle uit Zootopia, Peter en de Wolf, Casey, Johnny Fedora & Alice Blue Bonnet uit Make Mine Music, Maleficent, Claude Frollo & Esmeralda uit De Klokkenluider van de Notre Dame, Madam Mikmak, Shenzi, Banzai en Ed, De Grote Boze Wolf, Knir, Knar en Knor, Phil & Pegasus uit Hercules, de familie Madrigal uit Encanto (film), Alice, de Hartenkoningin & de Maartse Haas uit Alice in Wonderland, Bagheera, Shere Khan, King Louie & Kolonel Hathi uit The Jungle Book, Frank & Frey, Ben Franklin en Amos Mouse uit Ben and Me, Koda, Kenai, Rutte & Tuke uit Brother Bear, Maggie, Mrs. Calloway & Grace uit Home on the Range, Small One uit The Small One, Kapitein Haak & Vetje, Lumière, Zazu, King Candy, Simba & Nala, Fix-It Felix, Jr., Mushu, Jafar, Taran, Gurgi & Elonwy uit The Black Cauldron, Jumba Jookiba & Pleakley uit Lilo & Stitch, Kapitein Amelia Treasure Planet, Pedro uit Saludos Amigos, Big Hero 6,  King Leonidas uit Bedknobs and Broomsticks, Tuk Tuk, Boun, Tong, Dyan, Pan & Uka uit Raya and the Last Dragon, Johnny Appleseed & Pecos Bill uit Melody Time, John Henry, Basil of Baker Street, Dr. Dawson, Olivia & Ratigan uit The Great Mouse Detective, Lady en de Vagebond, Bongo & de Gouden Harp uit Fun and Fancy Free, de Goede Fee, The Reluctant Dragon, George uit Paperman, Ferdinand the Bull, Plio, Yar, Zini & Suri uit Dinosaur, de skeletten uit The Skeleton Dance, Paul uit Inner Workings, het lelijke eendje, Winsotn uit Feast en Susie the Little Blue Coupe.